# IC 4925
IC 4925 ist eine Spiralgalaxie vom Hubble-Typ Sc im Sternbild Teleskop am Südsternhimmel. Sie ist rund 550 Millionen Lichtjahre von der Milchstraße entfernt und hat einen Durchmesser von etwa 145.000 Lichtjahren. 

Im selben Himmelsareal befinden sich u. a. die Galaxien IC 4915, IC 4920, IC 4923, IC 4932.
Das Objekt wurde am 31. August 1904 vom US-amerikanischen Astronomen Royal Harwood Frost entdeckt.